# HVG Állásbörze
A HVG Állásbörze Országos Képzési és Karriernapok évente két alkalommal (tavasszal és ősszel) megrendezett  karrierrendezvény. Az első HVG állásbörzét 2007. őszén tartották. A 2015. őszi állásbörzén több mint 9000 látogató és 130 cég vett részt. Az állásbörze egyik legfontosabb célja, hogy támogassa a munkaadók és munkavállalók könnyebb egymásra találását.

## A rendezvény kiállítói

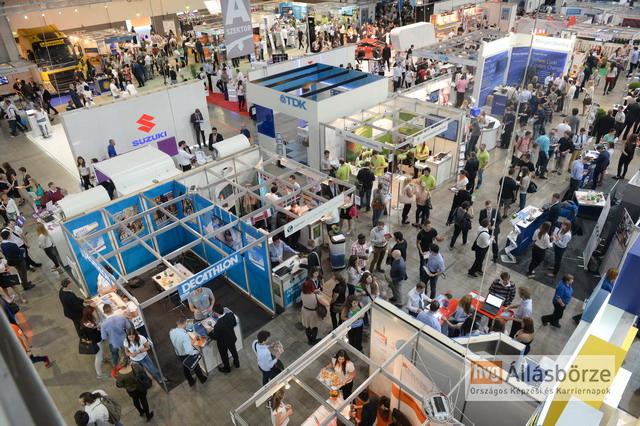
Kiállítók az állásbörzén

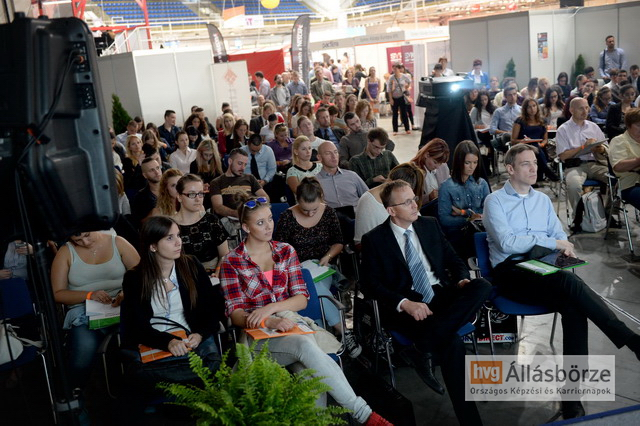
Előadás az állásbörzén

A HVG Állásbörzén megjelenő cégek a meghirdetett karrierlehetőségeik alapján a helyszínen az ÁllásTéren, illetve a KépzésTéren helyezkednek el. A rendezvényen több mint 175 vállalat és intézmény (többek között az autóipar, az SSC, az informatika, az FMCG, a bank és biztosítás és a szállítmányozás, logisztika területéről), valamint több felsőoktatási intézmény, nyelviskola és szakképzéseket vagy továbbképzéseket kínáló vállalkozás képviselteti magát.               

## A rendezvény látogatói
A látogatók között vannak frissdiplomások, felsőoktatásban tanuló hallgatók, végzős középiskolások és tapasztalt szakemberek egyaránt. Túlnyomó többségben vannak a mérnöki, műszaki, informatikai és gazdasági területek iránt érdeklődők, továbbá a jó nyelvtudással rendelkezők. A 2012. őszi rendezvényen a 10 252 regisztrált résztvevőnek 83,48 százaléka rendelkezett angol, míg 36,01 százaléka pedig német nyelvtudással az anyanyelvén kívül; a látogatók 82%-a legalább 1 nyelvet középszinten beszélt.

## Programok
A HVG Állásbörzén a nyitott pozíciók mellett karrierépítést támogató programokat is szerveznek: például előadásokat önéletrajzírás, állásinterjú, és bértárgyalás témájában, ezen kívül személyes tanácsadásokra is lehetőség van (CV-, karrier- és pályaorientációs tanácsadás, grafológiai gyorselemzés, próbainterjúk, próbanyelvvizsgák).